# Citroën Saxo
El Citroën Saxo es un automóvil de turismo del segmento B producido por el fabricante francés Citroën entre los años 1995 y 2003. Es un cinco plazas con motor de cuatro cilindros en línea delantero transversal y tracción delantera, disponible con carrocerías hatchback de tres y cinco puertas. Sus principales rivales fueron su hermano el Peugeot 106, el Ford Fiesta, el Renault Clio, el Opel Corsa, el Volkswagen Polo y el Fiat Punto, entre otros.

## Historia
Fue presentado oficialmente en el Salón del Automóvil de Ginebra de 1992, como modelo pre-serie pero no llegaría a la producción hasta tres años después, fabricado en Francia y Portugal, el modelo contaba con carrocerías de 3 y 5 puertas. A fines 1999, el Saxo fue reestilizado -el cambio principal fue el frontal-, más cercano a los turismos contemporáneos de Citroën, el Xsara y el Xantia y el C5 fase 1.
Se vendió en Japón como Citroën Chanson, porque Honda había registrado el nombre "Saxo".  El Saxo era una variante diseñada con insignia del Peugeot 106 (que a su vez era un desarrollo del Citroën AX), siendo la principal diferencia los interiores y los paneles de la carrocería. La producción finalizó en 2003, cuando fue reemplazado por el Citroën C2 y el Citroën C3 que se lanzaron un año antes.
El Saxo compitió exitosamente en rally con las homologaciones Kit car y Super 1600. Entre otros campeonatos, fue vencedor de las temporadas 2001 y 2002 del Campeonato Mundial de Rally Junior (JWRC por sus siglas en inglés).

### Características
Es notoriamente más largo que su antecesor, Fue reemplazado por dos modelos, el Citroën C2 y el Citroën C3; el C2 se puede considerar el "heredero lejano" del AX (ambos son más cortos que el Saxo), así como el Saxo lo es del Citroën Visa, que es más grande que el AX. El Saxo comparte la plataforma y parte de la carrocería con el Peugeot 106, que es más corto. Contó con varios acabados siendo la versión deportiva denominada como VTS. 
|          |
| Interior |

|                             |
| Con carrocería de 5 puertas |

|                                               |
| Vista trasera del rediseño Desire 1.1 de 2003 |

|            |
| VTS bitono |

|         |
| En 2008 |

|               |
| Vista trasera |

## Motorizaciones
Sus motorizaciones gasolina son un 1.0 litros de 50 CV de potencia máxima, un 1.1 litros de 60 CV, un 1.4 litros de 75 CV, un 1.6 litros de 90 CV (100 CV desde el año 2001) o 120 CV. Todos tienen dos válvulas por cilindro, salvo el 1.6 litros de 120 CV, que tiene cuatro. El único Diésel es un 1.5 D litros atmosférico con inyección indirecta y 58 CV.
|                                | Motores de gasolina        | Motores de gasolina        | Motores de gasolina   | Motores de gasolina                               | Motores de gasolina                               | Motores de gasolina                               | Motores de gasolina   | Motores de gasolina   | Motores diésel        |
|                                | 1.0                        | 1.1                        | 1.1                   | 1.4                                               | 1.4                                               | 1.6                                               | 1.6                   | 1.6 16V (VTS)         | 1.5 D                 |
| ------------------------------ | -------------------------- | -------------------------- | --------------------- | ------------------------------------------------- | ------------------------------------------------- | ------------------------------------------------- | --------------------- | --------------------- | --------------------- |
| Periodo                        | 1995-2000                  | 1995-2000                  | 2000-2003             | 1995-2000                                         | 2000-2003                                         | 1995-2000                                         | 2000-2003             | 1995-2003             | 1995-2003             |
| Identificación del motor       | TU9 ML/Z                   | TU1 M/Z                    | TU1 JP                | TU3 JP                                            | TU3 JP                                            | TU5 JP                                            | TU5 JP/L4             | TU5 J4                | TUD5                  |
| Tipo de motor                  | L4 8v, inyección monopunto | L4 8v, inyección monopunto | L4 8v                 | L4 8v                                             | L4 8v                                             | L4 8v                                             | L4 8v                 | L4 16v                | L4 8v                 |
| Diámetro x carrera             | 70.0 mm × 62.0 mm          | 72.0 mm × 69.0 mm          | 72.0 mm × 69.0 mm     | 75.0 mm × 77.0 mm                                 | 75.0 mm × 77.0 mm                                 | 78.5 mm × 82.0 mm                                 | 78.5 mm × 82.0 mm     | 78.5 mm × 82.0 mm     | 77.0 mm × 82.0 mm     |
| Longitud                       | 3718 mm                    | 3718 mm                    | 3718 mm               | 3718 mm                                           | 3718 mm                                           | 3737 mm                                           | 3737 mm               | 3737 mm               | 3718 mm               |
| Cilindrada                     | 954 cm³                    | 1124 cm³                   | 1124 cm³              | 1361 cm³                                          | 1361 cm³                                          | 1587 cm³                                          | 1587 cm³              | 1587 cm³              | 1527 cm³              |
| Relación de compresión         | 9.4: 1                     | 9.4: 1                     | 9.7: 1                | 10.2: 1                                           | 10.2: 1                                           | 9.6: 1                                            | 9.6: 1                | 10.8: 1               | 23.0: 1               |
| Potencia máxima: CV (kW) @ rpm | 50 CV (37 kW) @ 6000       | 60 CV (44 kW) @ 6200       | 60 CV (44 kW) @ 5500  | 75 CV (55 kW) @ 5500                              | 75 CV (55 kW) @ 5500                              | 90 CV (66 kW) @ 5500                              | 98 CV (72 kW) @ 5700  | 120 CV (88 kW) @ 6600 | 58 CV (42 kW) @ 5000  |
| Par máximo: Nm @ rpm           | 74 Nm @ 3700               | 88 Nm @ 3800               | 94 Nm @ 3500          | 113 Nm @ 3400                                     | 120 Nm @ 3400                                     | 135 Nm @ 3000                                     | 135 Nm @ 3000         | 145 Nm @ 5200         | 95 Nm @ 2250          |
| Tracción                       | Delantera                  | Delantera                  | Delantera             | Delantera                                         | Delantera                                         | Delantera                                         | Delantera             | Delantera             | Delantera             |
| Transmisión                    | Manual, 5 velocidades      | Manual, 5 velocidades      | Manual, 5 velocidades | Manual, 5 velocidades / Automática, 3 velocidades | Manual, 5 velocidades / Automática, 3 velocidades | Manual, 5 velocidades / Automática, 3 velocidades | Manual, 5 velocidades | Manual, 5 velocidades | Manual, 5 velocidades |
| Aceleración (0-100 km/h)       | 19.1 s                     | 15.3 s                     | 14.9 s                | 12.9 s                                            | 12.8 s                                            | 11.6 s                                            | 10.5 s                | 8.7 s                 | 18.3 s                |
| Velocidad máxima               | 149 km/h                   | 162 km/h                   | 164 km/h              | 175 km/h                                          | 175 km/h                                          | 185 km/h                                          | 193 km/h              | 205 km/h              | 158 km/h              |
| Consumo combinado (L/100 km)   | 6.2                        | 6.5                        | 6.1                   | 6.5                                               | 6.2                                               | 7.3                                               | 6.7                   | 8.1                   | 5.2                   |

## Competición
El Citroën Saxo cuenta con una versión homologada para rally en la categoría Kit car, conocido como Citroën Saxo Kit car. Este modelo sirvió de base para luego homologarse también en la categoría Super 1600. En el Campeonato Mundial de Rally Junior obtuvo dos títulos, en 2001 con el francés Sébastien Loeb y en 2002 con el español Dani Solà.
A finales de los años 1990, se disputó la Citroën Saxo Cup en los circuitos nacionales. En 2021, volvió a surgir una copa muy relacionada con ella.

## Fin de producción
En 2003, Citroën retiró al Saxo del mercado después de nueve años de existencia y fue sustituido por el C2.